# Родзинский, Артур
Артур Родзинский (нем. Artur Rodziński; 1892—1958) — польский и американский дирижёр.

## Биография
Родился в семье генерала армии Габсбургов. Вскоре после его рождения семья вернулась в Львов, где Артур начал учиться музыке. Впоследствии изучал юриспруденцию в Вене, одновременно поступил в Академию музыки; среди его учителей — Йозеф Маркс и Франц Шрекер (композиция), Франц Шальк (дирижирование), Эмиль фон Зауэр и Ежи Лалевич (фортепиано). По возвращении в Львов работал хормейстером в оперном театре, как дирижёр дебютировал в 1920 оперой «Эрнани». В следующем году дирижировал Варшавским филармоническим оркестром и в Варшавской опере. На спектакле «Нюрнбергские мейстерзингеры» под его управлением побывал приехавший в Польшу Леопольд Стоковский, который увидел в Родзинском прирождённого дирижёра и пригласил его в Филадельфийский оркестр.
В 1925—1929 работал ассистентом Стоковского, дирижировал в Филадельфийской опере, заведовал оперным и оркестровым отделениями в Кёртисовском институте музыки. Дирижёрская карьера в Америке началась 30 ноября 1926 года первым исполнением Шестой симфонии Н. Я. Мясковского в Нью-Йорке, когда Родзинский заменил заболевшего Стоковского. В 1929—1933 главный дирижёр Лос-Анджелесского филармонического оркестра, в 1933—1943 — Кливлендского оркестра, сделав его одним из ведущих в США. В 1936—1937 дирижировал Венским филармоническим оркестром на Зальцбургском фестивале, став первым натурализованным гражданином США, удостоившимся этой чести. По рекомендации Артуро Тосканини был нанят NBC для набора музыкантов в симфонический оркестр, первыми концертами которого дирижировал в 1937.
В 1943 назначен главным дирижёром Нью-Йоркского филармонического оркестра. Хотя эти четыре года отмечены постоянной борьбой с Артуром Джадсоном, могущественным менеджером оркестра, Родзинскому удалось достичь высоких исполнительских стандартов. Однако такие прерогативы главного дирижёра, как увольнение музыкантов, выбор солистов и репертуара, постоянно приводили к конфликтам, и в 1947, не желая идти на компромисс, Родзинский ушёл из оркестра.
В сезон 1947—1948 принял давнишнее предложение возглавить Чикагский симфонический оркестр. И вновь неумение работать с попечительским советом стало причиной его ухода после одного сезона. Тем не менее, он успел оказать влияние на оркестр и произвести впечатление на местную публику, например, легендарной постановкой «Тристана и Изольды» с Кирстен Флагстад.
После ухода из Чикагского оркестра у Родзинского начались проблемы со здоровьем. Он решил вернуться в Европу. Его приглашали дирижировать значительными постановками, например премьерой «Войны и мира» Прокофьева (1953) на «Флорентийском музыкальном мае». Также дирижировал в Ла Скала, много работал на итальянском радио. С 1955 много записывался с Королевским филармоническим оркестром.
К 1958 здоровье Родзинского сильно пошатнулось. Его итальянский врач предупредил, что, продолжая дирижировать, он подвергнет свою жизнь риску. Однако Родзинский вернулся в Чикаго, чтобы снова продирижировать «Тристаном», на этот раз с Биргит Нильссон в Чикагской лирической опере. Его возвращение было триумфальным, но после нескольких спектаклей его не стало.